# 戦線
軍事用語としての戦線（せんせん）には複数の意味が存在する。

## 一般的な用法

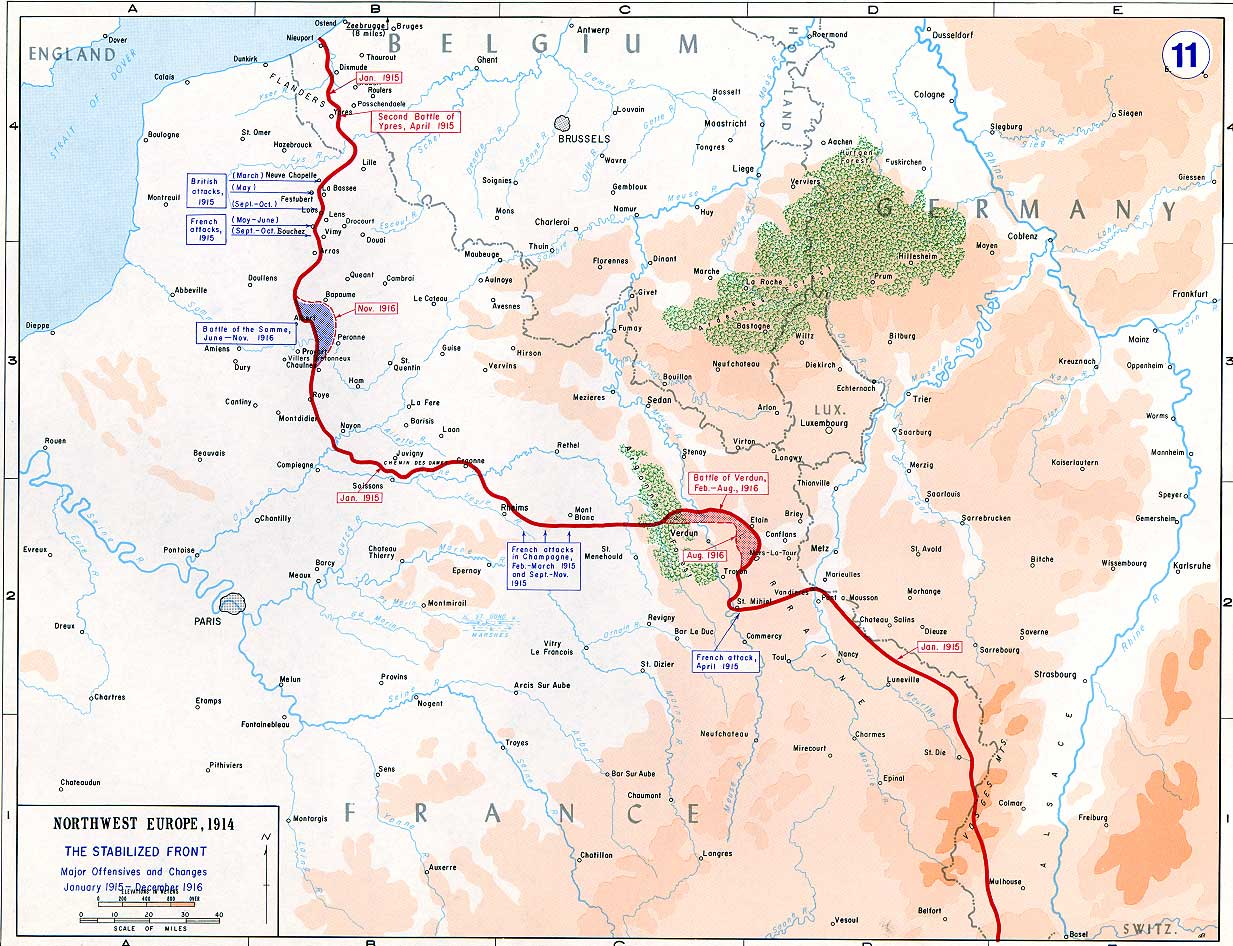
第一次世界大戦の西部戦線での前線

一般的な軍事用語で前線もしくは戦線（英：frontもしくは、battlefront）は、敵の兵力との間で武装して対峙している境界のことを示す。戦術的な戦線（tactical front）・局所戦線（local front）・方面（theater）とも表されることがある。戦線の代表例として、第一次世界大戦におけるドイツ・フランスの国境間の西部戦線がある。
- 国内戦線・銃後（home front）は、戦争中の文民部門における状態を表す。これは、戦争に必要な物資の生産も含む。
- ポーランド・ソビエト戦争や第二次世界大戦で、ソビエト軍は軍集団を表すため、戦線と言う表現を使用した。

## 赤軍での用法
赤軍の組織における戦線（ロシア語: Фронт）は、アメリカ軍やイギリス軍の軍もしくは軍集団とほぼ同等の意味である。日本語訳では、「戦線」「戦線軍」「正面軍」「戦線正面軍」「方面軍」など様々な訳語が使用される。戦争中の地政学的な領域を表す前線や戦線の一般的な用法とは異なる。
この2つの間の興味深く重要な違いは、赤軍の戦線は、軍レベルでの戦術レベルの固定した空軍兵力をその組織に持っていることである。この空軍は、前線指揮官（通常は地上の指揮官）に従属している。全ての戦線は、STAVKA（最高総司令部）とTVD（Teatr Voennykh Deistvii, 軍事作戦戦区）の両者に報告を行っていた。
赤軍の戦線は、ポーランド・ソビエト戦争やポーランド侵攻時（白ロシア戦線とウクライナ戦線）と第二次世界大戦において創設された。
冷戦中、戦線とその参謀将校達は軍管区に集められ、ワルシャワ条約機構の「ソビエト軍集団（Group of Soviet Forces）」となった。全ての軍管区が戦線に含まれたわけではない。そのため、軍管区は編成上の空軍を保有はしていなかった。

### 第二次大戦中のソビエト軍の戦線
1941年-1945年までの第二次世界大戦中の赤軍の戦線。
- バルト戦線（Baltic Fronts）
  - 第1バルト戦線（1st Baltic Front） - 1943年後半にカリーニン戦線より編成。
  - 第2バルト戦線（2nd Baltic Front） - 1943年10月10日ブリャンスク戦線より編成。1944年10月1日の構成は、
    - 第3突撃軍（3rd Shock Army）
      - 第79狙撃軍団（第150・第171・第207狙撃師団）・第100狙撃軍団（第21・第28・第200親衛狙撃師団）

    - 第10親衛軍（10th Guards Army）
      - 第7親衛狙撃軍団（第7・第8・第118親衛狙撃師団）・第15親衛狙撃軍団（第29・第30・第85親衛狙撃師団）・第19親衛狙撃軍団（第22・第56・第65親衛狙撃師団）・第78戦車旅団

    - 第22軍（22nd Army）
      - 第93狙撃軍団（第219・第379・第391狙撃師団）・第130狙撃軍団（第43・第308狙撃師団）・第37狙撃師団・第155要塞地域・第188戦車旅団

    - 第42軍（42nd Army）
      - 第110狙撃軍団（第2・第168・第268狙撃師団）・第124狙撃軍団（第48・第123・第256狙撃師団）・第118要塞地域・第29親衛戦車旅団

    - 第15航空軍（15th Air Army）
      - 第14戦闘飛行軍団（第4・第148・第293戦闘飛行連隊・第188爆撃飛行師団・第214・第225攻撃飛行師団・第284・第313戦闘爆撃飛行師団）

    - 戦線予備（Front Reserve）
      - 第5戦車軍団（第24・第41・第70戦車旅団・第5自動車化狙撃旅団）

  - 第3バルト戦線（3rd Baltic Front）
- ブリャンスク戦線（Bryansk Front） - 1941年12月18日に編成。西部戦線と南西戦線の間の領域に作られた。クルスク戦では、戦線は第11・第3・第4戦車軍・第61・第63軍を配下に持っていた。1943年3月11-12日に解散され、1943年3月28日にオリョール戦線から再形成。
- 白ロシア戦線（Belorussian FrontsもしくはByelorussian Front、Belarusian Front）
  - 第1白ロシア戦線（1st Belorussian Front）
  - 第2白ロシア戦線（2nd Belorussian Front）
  - 第3白ロシア戦線（3rd Belorussian Front）
- カフカース戦線（Caucasus Front）
- 中央戦線（Central Front）
- クリミア戦線（Crimean Front） - 1942年1月クリミア半島を再占領するために編成。第44・第47・第51軍を含む。
- ドン戦線（Don Front）
- 極東戦線（Far East Front）
  - 第1極東戦線（1st Far East Front）
  - 第2極東戦線（2nd Far East Front）
- カリーニン戦線（Kalinin Front） - カリーニン戦線は、Stavkaの指令により1941年10月17日に編成された。第22・第29・第30軍が配備された（Erickson 1975）。1943年10月-12月に第1バルト戦線に改名（Glantz, 2005, p.495）。
- カレリア戦線（Karelian Front） - レニングラード戦線と共に、北方戦線から1941年8月23日に編成。
- クルスク戦線（Kursk Front）
- レニングラード戦線（Leningrad Front） - カレリア戦線と共に、北方戦線から1941年8月23日に編成。
- モスクワ防衛線（Moscow Line of Defense）
- モスクワ予備戦線（Moscow Reserve Front）
- モジャイスク防衛線（Mozhaysk Line of Defense）
- 北カフカース戦線（North Caucasus Front） - 1942年9月1日黒海戦力集団として、ザカフカース戦線に配備。
- 北方戦線（Northern Front） - 1941年6月24日レニングラード軍管区から編成。
- 北西戦線（North-Western Front） - 1941年6月22日バルト特別軍管区から編成。
- オリョール戦線（Orel Front） - 1943年3月24日、オリョール東のドイツ突起部の先端に対抗した防御のために編成。西方戦線の61軍、中央戦線の第3軍と第15航空軍から構成。1943年3月28日ブリャンスク戦線に再編成された。
- プリモリエ軍集団（Army Group of Primorye）
- 予備軍戦線（Front of the Reserve Armies） - 1941年7月14日予備軍の戦線が編成されたが7月25日に解散。
- 予備戦線（Reserve Front）  - 1941年7月30日に編成された。
- 南東戦線（Southeastern Front） - 1942年8月7日スターリングラード戦線の左翼の軍から編成。1942年9月28日にスターリングラード戦線が再編成された。
- 南方戦線（Southern Front） - 1943年10月20日第4ウクライナ戦線に名称変更。
- 南西戦線（Southwestern Front） - 1941年6月22日に編成。1942年10月22日ドン戦線とヴォロネジ戦線の間に編成。1943年10月20日第3ウクライナ戦線に名称変更。
- スターリングラード戦線（Stalingrad Front） - ヴォロネジ戦線と共に、1942年7月に南西戦線の残りから編成。1942年9月28日ドン戦線となる。
- ステップ戦線（Steppe Front） - 1943年10月20日第2ウクライナ戦線に名称変更。
- トランスバイカル戦線（Transbaikal Front）
- ザカフカース戦線（Transcaucasian Front） - 1941年8月23日編成。
- ウクライナ戦線（Ukrainian Fronts）
  - 第1ウクライナ戦線（1st Ukrainian Front）
  - 第2ウクライナ戦線（2nd Ukrainian Front）
  - 第3ウクライナ戦線（3rd Ukrainian Front）
  - 第4ウクライナ戦線（4th Ukrainian Front）
- ヴォルホフ戦線（Volkhov Front） - 1941年12月17日編成。
- ヴォロネジ戦線（Voronezh Front） - 1943年10月20日第1ウクライナ戦線に名称変更。
- 西方戦線（Western Front） - 1941年6月22日西部特別軍管区から編成。